# Buffalo Kids
Pour plus de détails, voir Fiche technique et Distribution.
Buffalo Kids est un film d'animation espagnol réalisé par Juan Jesús García Galocha et Pedro Solís García et sorti en 2024,.

## Synopsis
Mary et Tom arrivent à New York, mais leur oncle n'est pas au rendez-vous. Les deux orphelins irlandais entreprennent de traverser les États-Unis par leurs propres moyens pour le retrouver, ce qui va leur réserver quelques aventures.

## Fiche technique
Sauf indication contraire, les informations mentionnées dans cette section peuvent être confirmées par les bases de données cinématographiques IMDb et Allociné,  présentes dans la section « Liens externes ».
- Titre original : Buffalo Kids
- Réalisation : Juan Jesús García Galocha et Pedro Solís García
- Scénario : Pedro Solís García, Jordi Gasull, Javier López Barreira, Neil Landau et Hawa Macalou
- Musique : Fernando Velázquez
- Décors :
- Costumes :
- Photographie :
- Animation : Francisco José Díaz Daza
- Son : Oriol Tarragó
- Montage : Emily Killick
- Production : Clever Beretta Custodio, Ricardo Marco Budé, Jordi Gasull, Toni Novella, Jaime Ortiz de Artiñano, Rosa Pérez, Marc Sabé et Ignacio Salazar-Simpson
  - Production déléguée : Lillian González
  - Production codéléguée : Neil Landau
  - Production exécutive : Victor Peral
- Sociétés de production : 4 Cats Pictures
- Sociétés de distribution : Warner Bros., ARP Sélection (France)[3]
- Budget :
- Pays de production :  Espagne
- Langue originale : espagnol, catalan et anglais
- Format :
- Genre : Animation
- Durée : 83 minutes
- Dates de sortie :
  - France : 10 juin 2024 (Annecy) ; 9 juillet 2025 (sortie nationale)[3]
  - Espagne : 14 août 2024

## Distribution
- Alisha Weir : Mary
- Sean Bean : Wilson
- Gemma Arterton : Eleanor
- Stephen Graham : Oncle Niall

## Production
Le personnage de Nick, l'enfant handicapé, est inspiré de Nicola Solis, fils lourdement handicapé du coréalisateur, décédé en 2021.